# 小牧近江
小牧 近江（こまき おうみ、1894年（明治27年）5月11日 - 1978年（昭和53年）10月29日）は、日本のフランス文学者、翻訳家、社会科学者・社会運動家。法政大学教授。本名、近江谷 駧（おうみや こまき）。

## 略歴
秋田県の土崎港（つちざきみなと、現在の秋田市土崎港）生まれ。
東京の暁星中学中退後、1910年、第1回万国議員会議に出席する父近江谷栄次に連れられてフランスに渡り、パリ大学法学部入学。苦学の末、1918年（大正7年）卒業。この間、ロマン・ロランに傾倒。同地で小説家アンリ・バルビュスの「クラルテ運動」に共鳴し、反戦運動に参加。また、日本大使館に勤務した。帰国は1919年。
帰国後、革命歌「インターナショナル」を日本語に訳詞（岡本けにちによる初訳に次ぐ）。佐々木孝丸訳の先駆けとなった。小学校時代の旧友である金子洋文、今野賢三と『種蒔く人』を創刊。無産階級文化運動に従事したが、戦時中はフランス領インドシナで民族解放運動に関わった。
戦後は文筆を主とし、鎌倉市に居住し、平和運動に参加した。1949年中央労働学園大学教授、1951年法政大学社会学部教授（労働史、外国書講読［仏語］、演習担当、1965年定年退職）、中央労働学院院長。シャルル・フィリップ全集やバルビュスの翻訳を残し、回想記を執筆した。

## 親族
- 父 近江谷栄次 - 秋田港築港・秋田県初の火力発電などで地元の経済基盤作りに貢献した実業家・衆議院議員。
- 長男 近江谷左馬之介 - 元九州大学教授、マルクス経済学者。
- 弟 島田晋作 - 評論家、衆議院議員[3]。

## 著書
- 『詩数編』（ラ・ベル・エディソン社） 1919 - 挿画は藤田嗣治
- 『アンリ・バルビュスの芸術と思想 附・アレクセイ・トルストイの公開状』（世界思潮研究会、世界パンフレット通信） 1922
- 『プロレタリア文学手引』（至上社、新学芸叢書） 1925
- 『異国の戦争』（日本評論社） 1930
- 『ロベスピエール フランス革命の父』（北斗書院） 1947
- 『ふらんす大革命』（黄土社） 1949
- 『ふらんす革命夜話』（時事通信社） 1950
- 『ある現代史 "種蒔く人"前後』（法政大学出版局） 1965
- 『近江谷井堂』（編、近江谷小牧） 1971
- 『イソップ三代目』（第三文明社） 1973
- 『種蒔くひとびと』（かまくら春秋社） 1978.4
- 『ジャコバンの精神』（鹿砦社） 1979.1

## 翻訳
- 『クラルテ』（バルビユス、叢文閣） 1924
- 『小さな町』（シヤルル・ルイ・フイリツプ、新潮社、海外文学新選） 1925
- 『カザノヴァ情史』（カザノヴァ、国際文献刊行会） 1926
- 『シャルル・ルイ・フィリップ』（アンドレ・ジイド、叢文閣） 1926
- 『シャルル・ブランシャアル』（ 叢文閣、フィリップ全集 第1輯） 1926
- 『地獄』（アンリ・バルピュス、新潮社、世界文学全集） 1929、のち文庫
- 『ペルドリイ爺さん』（フイリツプ、平凡社、新興文学全集） 1929
- 『昆虫の生活』（アルス、ファブル科学知識全集） 1930
- 『昆虫記 第9』（アンリ・フアブル、叢文閣） 1931
- 『ビュビュ・ド・モンパルナス』（フィリップ、新潮社、新潮文庫） 1934
- 『肉体の悪魔』（レエモン・ラデイゲ、土井逸雄共訳、改造文庫） 937
- 『自然の法典』（モレリイ、桐山隆彦共訳、日本評論社、世界古典文庫） 1949
- 『カザノヷ情史』（安倍牟礼夫共訳、河出書房、市民文庫） 1951
- 『知識人に与う』（バルビュス、後藤達雄共訳、ダヴィッド社） 1952
- 『かも猟』（ユゴー・クラウス、澁澤龍彦共訳、村山書店） 1957